# Vidkärrs barnhem

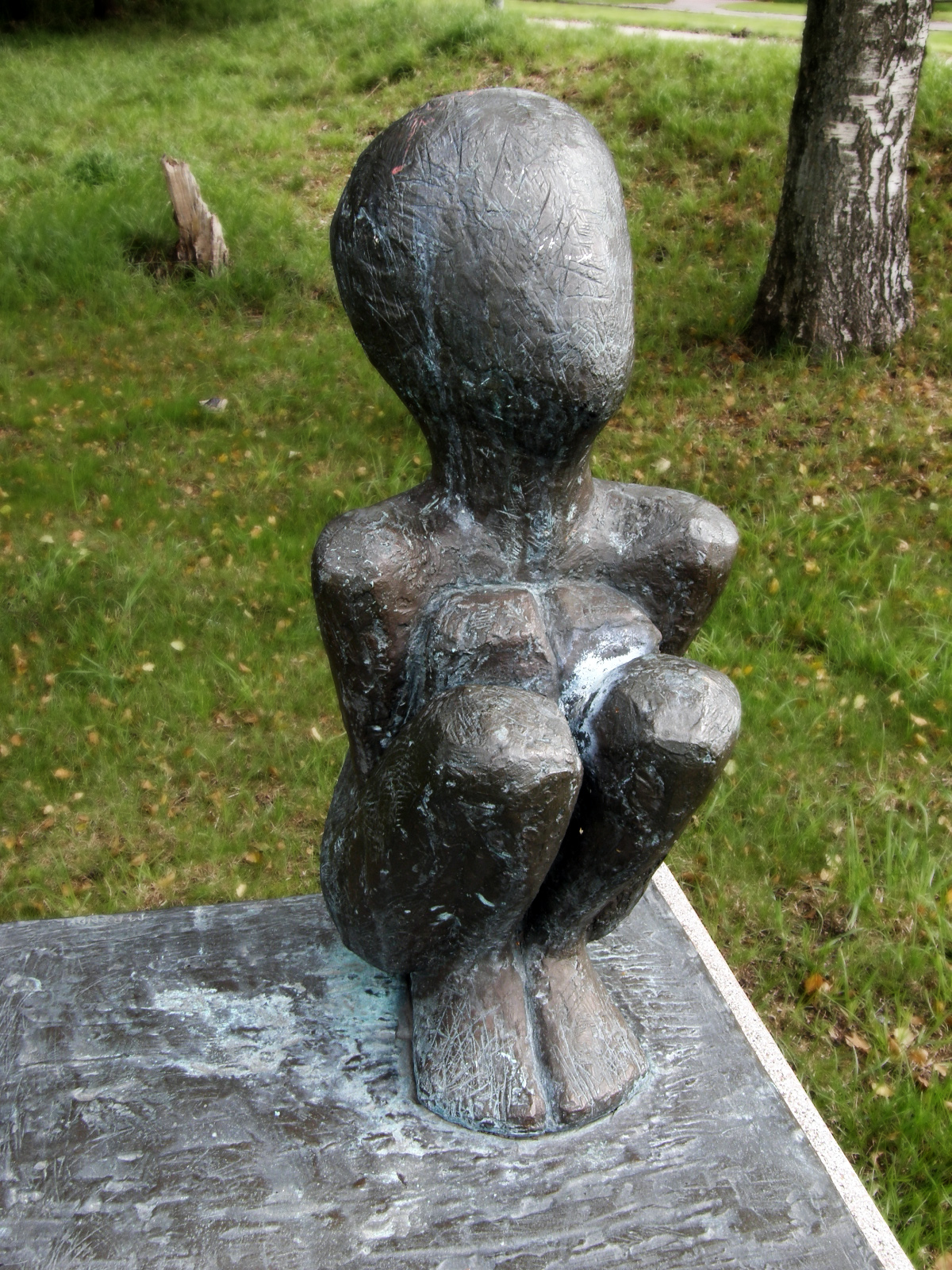
Skulpturen Ensam från 1987 av Margareta Ryndel utanför Vidkärrs barnhem

Vidkärrs barnhem var ett barnhem i Vidkärr, Göteborg som drevs mellan åren 1935 och 1976 och har blivit omskrivet på grund av att flera tidigare Vidkärrsbarn berättat om misshandel, sexuella övergrepp, kränkningar och vanvård.
Vidkärrs barnhem invigdes den 19 november 1935 av dåvarande socialminister Gustav Möller och var ett av Sveriges största barnhem med plats för 200 barn mellan ett och sexton år. Institutionen bestod av tio hus med fågelnamn varav en återstår idag. Förutom Svanen (reception, läkarmottagning), Anden (centralkök som finns kvar), Uven och Ugglan (sjukavdelning) fanns sex barnavdelningar: Tjädern (äldsta pojkarna), Göken, Trasten, Ärlan, Lärkan och Tranan (äldsta flickorna). Fågelnamnen användes inte vid verksamhetens början. På 1940-talet hade husen endast nummer enligt följande:
- Hus 1: Administration och sjukstuga.
- Hus 2: Kök, pannrum och förrådsutrymmen.
- Hus 3: Sjuk- och epidemiavdelning.
- Hus 4–5: Avdelning för äldre pojkar.
- Hus 6–9: Avdelning för småbarn.
- Hus 9: Avdelning för spädbarn
- Hus 10: Avdelning för äldre flickor.

Utöver detta fanns det även skola och en isoleringsavdelning med plats för 24 barn.
Tusentals barn har genom åren bott på Vidkärr. Kända personer som tillbringat delar av sin barndom på Vidkärr är exempelvis trubaduren Bengt Sändh, dennes bror Kent Sänd, artisten Morgan Alling, mördarna Leif Axmyr och Leif Peters. 
Som förövare till övergreppen pekas framförallt en läkare och två föreståndarinnor ut, men även annan personal och andra barnhemsbarn.
Skulpturen Ensam av Margareta Ryndel utanför Vidkärrs barnhem hade tidigare en plakett med texten: 
"Under åren 1935-1976 har många barn mött kärlek och omtanke på Vidkärrs barnhem och fått en god start i livet." 
Detta upprörde många före detta barnhemsbarn och texten har därför tagits bort av Park- och naturförvaltningen.
Barnhemmets arkiv förvaras i dag på Göteborgs stadsarkiv.